# USA:s centralbankshistorik
USA:s centralbankshistorik är historien om centralbanken Federal Reserve och dess föregångare. Den första centralbanken grundades 1781 (men den opererade bara i tre stater). Därefter följde två perioder om 20 år med mer genuina centralbanker, en period med free banking samt en period med nationella banker innan Federal Reserve såg dagens ljus 1913.

## Bankväsendet i USA före första centralbanken
Under 1600- och 1700-talen hade flera av de amerikanska kolonierna egna valutor. Under senare delen av 1700-talet och i början av 1800-talet gjorde brittiska finansmän flera påtryckningar mot den amerikanska kongressen för att ett centralbankssystem liknande det brittiska skulle upprättas också i USA. Flera av USA:s grundlagsfäder (Founding Fathers) opponerade sig dock mot detta. De menade att de amerikanska kolonierna borde tillåtas att ha kvar sina egna penningsystem och inte tvingas in i det brittiska systemet. De menade också att kampen mellan de som ville införa en amerikansk centralbank av brittisk typ och de som ville bevara koloniernas rätt till egna penningsystem var ett av de viktigaste skälen för inbördeskriget. Kampen vanns till slut av de brittiska bankirerna och deras allierade och genom Federal Reserve Act (1913) infördes USA:s centralbank Federal Reserve efter brittiskt mönster. Federal Reserve-systemet är, med vissa modifieringar, kvar än idag.

## 1781-1791: Bank of North America
USA:s första centralbank, Bank of North America, grundades den 31 december 1781 av kongressen och öppnade den 7 januari 1782. Den person som främst drev på för att banken skulle upprättas var köpmannen och politikern Robert Morris. Han blev överinspektör för landets finanser i maj 1781 och verkade då för att de kontinentala valutorna skulle upphöra. Detta gjorde de också strax efter hans tillträde. Alexander Hamilton, som då var en 23-årig yngling som ännu tjänstgjorde inom militären, skrev då ett brev till Morris med ett förslag om ett upprättande av en nationalbank. Morris, som korresponderat med Hamilton tidigare (1780) angående olika sätt att finansiera kriget, gjorde strax därefter ett lagförslag baserat på Hamiltons förslag och gav detta till Kongressen. 
Morris övertygade sedan kongressen att ge klartecken för Bank of North America, den första privata och kommersiella banken i USA. De följande åren ägnade Morris åt att skaffa sig guld och silver samt olika värdepapper genom lån från Nederländerna och Frankrike. Guldet, silvret och värdepapperna använde han som säkerhet (reserver) för sin bankverksamhet. Genom att använda sig av det fraktionella banksystemet (se fractional-reserve banking) lyckades han möta kraven på ränta från Nederländerna och Frankrike. 
Bank of North America var dock, trots namnet, inte en bank som hade verksamhet i hela USA. Den opererade främst i tre stater och 1785 hade den förlorat sin bankstatus i Pennsylvania. Förlusten av bankstatus i Pennsylvania berodde på att banken påstods favorisera utlänningar, kritik mot det sätt som krediterna expanderade på samt ojusta konkurrensmetoder gentemot statliga banker som gav ut egna pengar. 1786 återfick dock Bank of North America, efter en förändring av Pennsylvanias lagstiftning, rätten att verka i delstaten.

## 1791–1811: First Bank of the United States

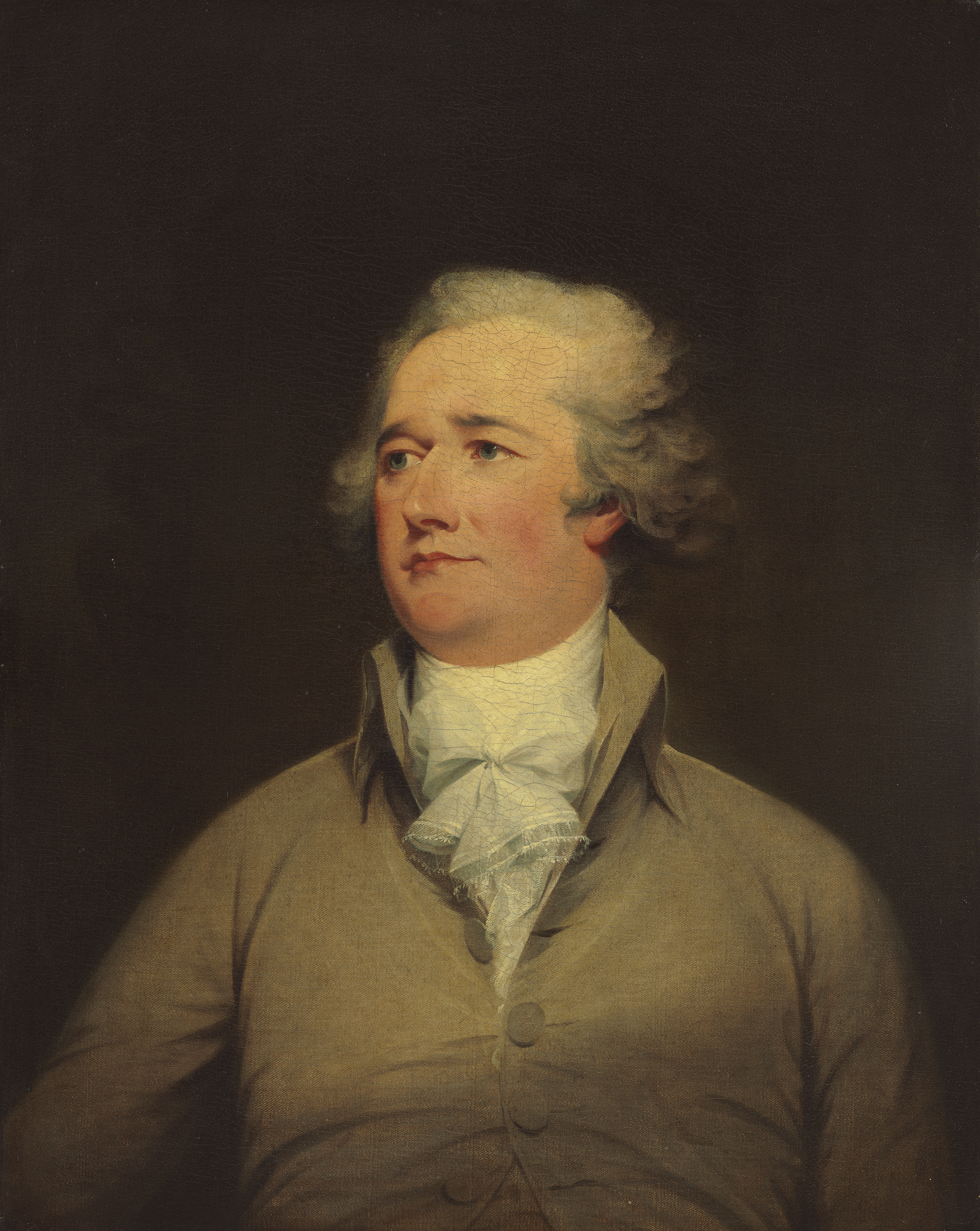
Ett porträtt av Alexander Hamilton, signerat John Trumbull, 1792.

Under slutet av 1700-talet var ett femtiotal valutor i cirkulation i USA parallellt. Det var engelska, spanska, franska, portugisiska mynt och dessutom en stor mängd lokala pengar som gavs ut av delstater och städer. Många av dessa valutor var högst instabila, vilket medförde att valutaspekulationer uppstod. Detta system ville Alexander Hamilton, som då blivit finansminister (first Secretary of the Treasury), sätta stopp för. Han utformade därför ett förslag till en centralbank First Bank of the United States. Förslagets övergripande syfte var att etablera en finansiell ordning i landet genom att hela landet skulle använda samma pengar. Konkret innehöll det följande delar: 
- ett myntverk och sedeltryckeri skulle upprättas
- en producentskatt skulle införas (beskattning av inhemska producenter)
- ett nationellt kreditsystem för både inrikes- och utrikes affärer skulle skapas samt att
- de sedlar (continentals, greenbacks) som getts ut under inbördeskriget skulle lösas ut

Dessutom insisterade Hamilton på att centralbanken skulle vara helt privat, att banken skulle få verka minst till 1811 samt att regeringen skulle bidra med en del av den initiala finansieringen (genom ett lån från centralbanken självt). Under den debatt som följde på Hamiltons utspel framgick att sydstaterna, som dominerades av jordbrukare, var starkt emot förslaget. Däremot var representanter för nordstaterna, där det fanns fler bankirer, mer välvilligt inställda till Hamiltons förslag. Efter debatten i Kongressen bestämdes det ändå att en centralbank skulle upprättas enligt de riktlinjer som Hamilton angett. Den centralbank som därmed uppstod var således, liksom sin föregångare, till stora delar lik Bank of England. Kopplingen till England var också tydlig genom att två tredjedelar av banken ägdes av brittiska bankirer, som också tog hem en stor del av vinsten. En skillnad gentemot nutida nationella centralbanker var dock att banken inte var ensamt ansvarig för utbudet av banksedlar. Den var endast ansvarig för 20 procent av penningutbudet, statliga banker var ansvariga för resten.

## 1816–1836: Second Bank of the United States
Second Bank of the United States var i stort sett en kopia av den första United States-banken, med ett system av lokala banker runt om i landet. Andrew Jackson, som blev president 1828 arbetade ihärdigt för bankens avskaffande, vilket han också lyckades med 1833 genom veto och indragen finansiering. I sitt veto mot bankens fortsatta tillstånd lät han (genom talskrivaren George Bancroft) meddela att han ansåg att banken måste avskaffas eftersom den:
- koncentrerade nationens välstånd i en enda institution.
- medförde att regeringen utsattes för kontroll av utländska intressen.
- nästan enbart tjänade till att göra de rika rikare.
- utövade för stor makt över Kongressen
- favoriserade de nordöstra delstaterna framför sydstaterna och väststaterna.

## 1837–1862: Free Bank Era

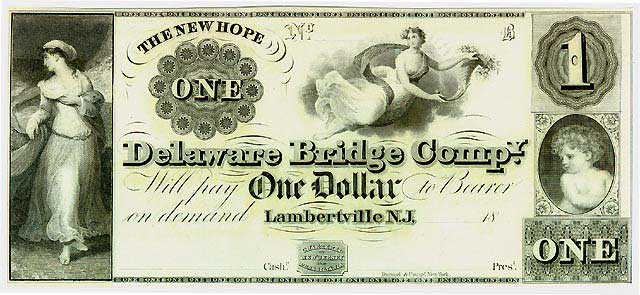
Delaware Bridge Company Dollar, som utgavs under USA:s period av free banking i mitten av 1800-talet

Under denna era hade USA inte någon centralbank. Istället var det olika privata aktörer som tryckte och lånade ut sedlar i olika valörer. De privata aktörerna (alltifrån privata banker till kyrkor, järnvägsföretag, städer och enskilda individer) garanterade att pengarna som lånades ut var uppbackade av guld, silver, fastigheter, aktier och en rad andra tillgångar. New York var en av de första delstaterna som införde fribankslagar, men sedan spred sig trenden över hela landet. De sedlar som aktörerna gav ut skulle täckas med säkerhet i form av federala eller delstatliga obligationer. En typisk täckning var obligationer till ett värde av 100 USD för att få ge ut lån till ett värde av 900 USD. Jämfört med dagens kommersiella banker var bankerna under free bank-eran kortlivade. Den genomsnittliga livslängden var fem år. Den vanligaste orsaken till konkurs var att bankerna inte kunde leva upp till sina löften att alla insättningar var uppbackade av guld, silver eller andra tillgångar. I tider av ekonomisk oro försökte människor helt enkelt att få ut sina besparingar i form av guld och silver med mera från bankerna. När bankerna inte längre kunde klara av det, på grund av att systemet byggde på fraktionella reserver så gick de i konkurs. Systemet med privata aktörer som tryckte och gav ut egna sedlar kom att bli synonymt med Wild cat banking, vilket är ett begrepp som kan leda till associationer mellan vilda djur i skogen och de "vilda bankerna".

## 1861-1862: Ett experiment med Demand Notes (Greenbacks)
Mitt under det amerikanska inbördeskriget genomfördes ett radikalt penningexperiment i USA, vilket är omdebatterat än idag. Staten avstod helt enkelt från att låna från bankerna och lät istället själv trycka en stor summa pengar, vilka de använde för att betala löner till anställda och militärer. Bakgrunden till utgivningen av dessa greenbacks var finanskrisen 1857, vilken USA ännu inte hade återhämtat sig från då Abraham Lincoln valdes till president 1860, men förstås också det spända läget i USA vid den tiden som strax därefter ledde till det kostsamma inbördeskriget (1861-1865). I samband med detta också att bankerna krävde ockerränta för att låna ut pengar till detta krig och att bankerna meddelat att det inte längre gick att konvertera banksedlarna till guld- och silvermynt. Den federala regeringen under ledning av Lincoln svarade då med att anta lagen Legal Tender Act (1862) och därefter trycka upp 150 miljoner USD i form av så kallade greenbacks. 
En politisk diskussion uppstod i USA under den här tiden om huruvida pengarna var att betrakta som legal tender eller inte. Men kongressen förklarade i en akt från mars 1862 att sedlarna skulle betraktas som lika goda som legal tender, med vissa inskränkningar till exempel så var de inte godkända för att betala tull med (en av statens viktigaste intäktskällor vid denna tidpunkt staten fick inte heller använda dessa för att betala räntan på sina lån. Greenbacks förde också med sig inflation och i slutet av kriget så var de bara värda ungefär hälften av sitt nominella värde mätt i guld.

## 1863–1913: Nationella banker
Greenbacks-reformen medförde förbättringar i nationens ekonomi och för krigets finansiering, men regeringen behövde mer pengar. 1863 kom därför nästa reform, National Bank Act, som antogs av senaten med 23 röster mot 21. Lagen innebar att delstatliga banker kunde konverteras till nationsbanker. Ett villkor var dock att de först måste köpa statsobligationer (vilket var ett sätt att finansiera den federala regeringen och kriget). Så snart de köpta obligationerna deponerats hos regeringen så kunde bankerna trycka upp sedlar upp till 90 procent av marknadsvärdet på statsobligationerna. Genom National Bank Act skapades 300 miljoner USD i den nationella valutan i form av sedlar som tryckts av de nationella bankerna. Merparten av dessa pengar gick dock till östra delen av landet varför delstaterna i östra USA krävde mer pengar. Den konflikten mellan öst och väst blev en dominerande politisk fråga under åren efter inbördeskriget. Under den här perioden (år 1900) genomfördes även en "guldstandardlag" (engelska: The Gold Standard Act of the United States) genom vilken guld blev den enda standarden för att lösa in papperspengar och som även stoppade bimetallism (som hade tillåtit silver i utbyte mot guld). Lagen medförde att den guldstandard som praktiskt sett varit på plats i USA alltsedan Coinage Act av 1873 till en juridiskt bindande lag. USA skulle komma att hålla kvar vid denna guldstandard ända till den 19 april 1933.

## 1907-1913: Förspelet till Federal Reserve Act

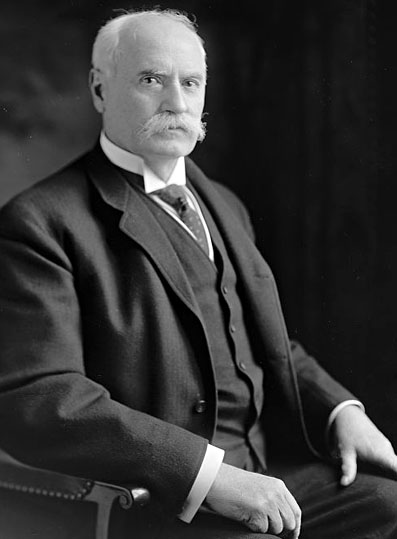
Nelson W. Aldrich

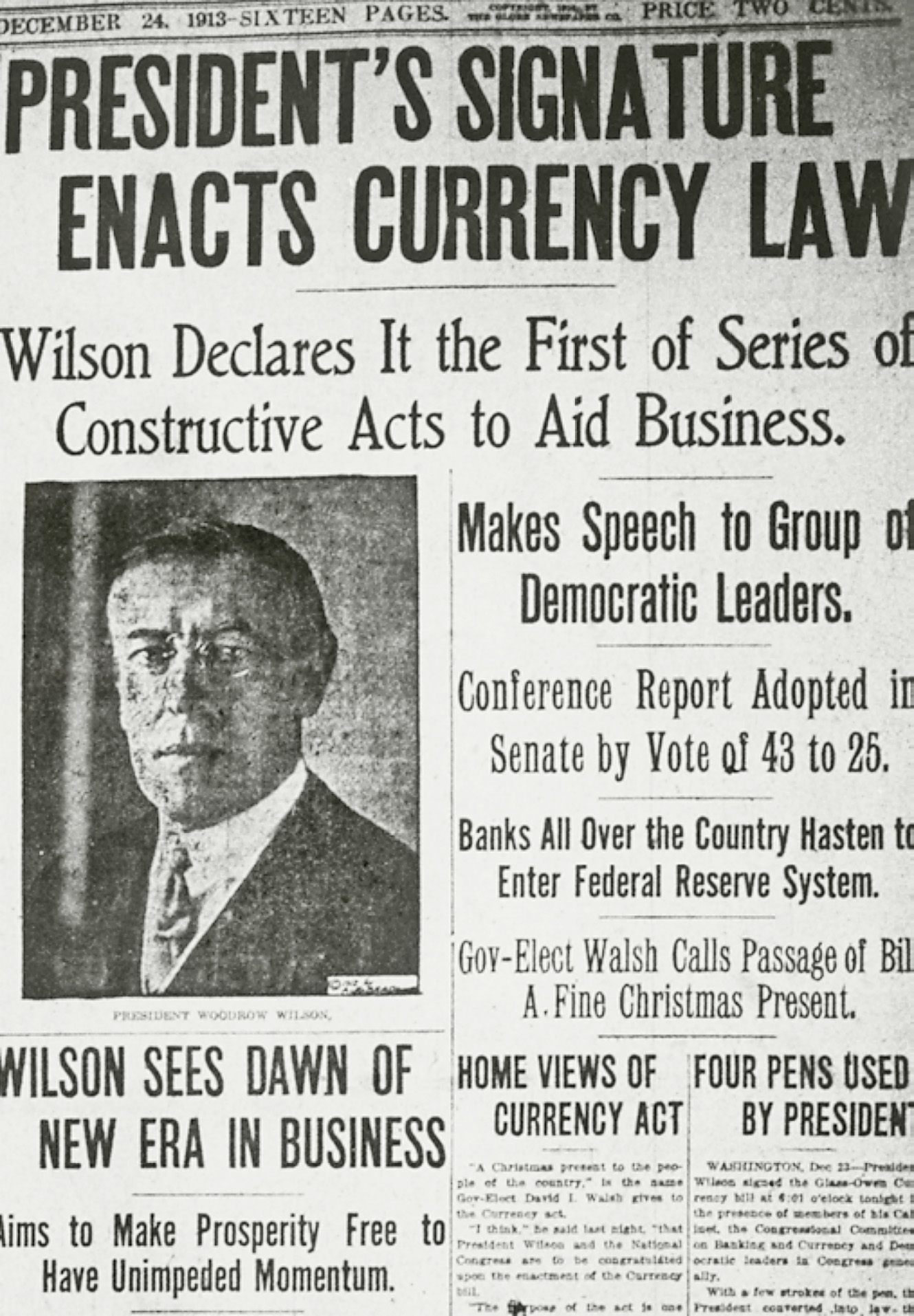
Woodrow Wilson signerar lagen som ger grönt ljus för bildandet av Fedral Reserve System den 24 december 1913

### Finanspaniken 1907
Finansfamiljerna i USA hade under en längre tid sett ett behov av att återupprätta en centralbank i USA. Detta eftersom människor annars inte litade på bankerna i tider av finansiell oro. Men det som gjorde att bankirerna kom samman och gjorde ett ordentligt försök att åter inrätta en centralbank var den finansiella paniken 1907. Agerandet för en centralbank började givetvis långt tidigare, men tidigt under 1907 var trycket extra hårt. Bland annat lät New York Times Annual Financial Review publicera Paul Warburgs första officiella bankreformplan med titeln "A Plan for a Modified Central Bank". Där föreslogs åtgärder för att mildra och kyla ner den finanspanik som befarades komma inom kort. Dessutom höll Jacob Schiff, chef vid Kuhn, Loeb and Co. ett tal i New Yorks Handelskammare (New York Chamber of Commerce), där han varnade för att den annalkande finanspaniken skulle bli den värsta i landets historia om det inte fanns en centralbank med "adekvat kontroll över kreditresurserna".

### Mötet på Jekyll Island
I ett hemligt möte på Jekyll Island 1910 träffades därför en liten grupp mäktiga finansmän för att dra upp planerna för det som skulle komma att bli USA:s centralbank, Federal Reserve. Med på mötet var finansmannen och politikern Nelson W. Aldrich, som skulle lotsa förslaget genom kongressen. Finansmännens plan gick ut på att skapa en centralbank, men också tolv regionala centralbanker vilka styrdes av den centrala centralbanken, the Federal Reserve. Aldrich lyckades med företaget att baxa förslaget genom Kongressen och 1913 antogs Federal Reserve Act.

## Federal Reserve Act
Federal Reserve Act är den amerikanska lag som skapade Federal Reserve System, det vill säga USA:s centralbank Federal Reserve. Lagen antogs av Kongressen den 23 december 1913 och signerades av president Woodrow Wilson. Lagen innebar omfattande förändringar av det ekonomiska systemet i USA, både beträffande inrikesekonomi och i relationen till andra länder. Hela det globala ekonomiska systemet påverkades således.  Dollarn blev världsvaluta (eller stärkte sin ställning som detta) och centralbanken fick den tyngd som storbankirerna och andra debattörer ansåg behövas för att kunna trygga finansiell stabilitet och motverka finansiell panik.

## Lagstiftning som påverkat Federal Reserve efter 1913
Huvudartikel: Lagstiftning som påverkat Federal Reserve efter 1913
Ett flertal federala amerikanska lagar har påverkat Federal Reserve sedan dess tillkomst. Bland annat Banking Act of 1935  som stadgar att Federal Reserves styrelse skall bestå av sju personer som vardera har en tjänstgöringstid på 14 år, samt att FDIC skall fungera som "lender of last resort". Och inte minst Emergency Economic Stabilization Act (2008), populärt kallad "bailout of the U.S. financial system", vilken tillkom i samband med finanskrisen 2007-2008.

## Federal Reserve System
Federal Reserve Systeme består av en styrelse (Board of Governors) vilken agerar oberoende av regeringen, tolv regionala Federal Reserve-banker samt ett större antal medlemsbanker. Sedan starten har "Fed" verkat oberoende av den federala regeringen, men presidenten är den som tillsätter de sju platserna i styrelsen. 

## Centralbankschefer
Källa: 
|  | Ledamot                      | Period    |
|  | ---------------------------- | --------- |
|  | Charles Sumner Hamlin (D)    | 1914–1916 |
|  | William P.G. Harding         | 1916–1922 |
|  | Daniel R. Crissinger (D)     | 1923–1927 |
|  | Roy A. Young (R)             | 1927–1930 |
|  | Eugene Meyer (R)             | 1930–1933 |
|  | Eugene Robert Black          | 1933–1934 |
|  | Marriner S. Eccles (R)       | 1934–1948 |
|  | Thomas B. McCabe             | 1948–1951 |
|  | William McChesney Martin (D) | 1951–1970 |
|  | Arthur F. Burns (R)          | 1970–1978 |
|  | G. William Miller (D)        | 1978–1979 |
|  | Paul Volcker (D)             | 1979–1987 |
|  | Alan Greenspan (R)           | 1987–2006 |
|  | Ben Bernanke (R)             | 2006–2014 |
|  | Janet Yellen (D)             | 2014–2018 |
|  | Jerome H. Powell (R)         | 2018–     |